# سمير سعيد
سمير سعيد (5 نوفمبر 1963 - 15 أبريل 2012)، حارس مرمى كرة قدم كويتي سابق، لعب في نادي العربي الكويتي ومنتخب الكويت الوطني بين 1984 و 1992.

## مسيرته

### النادي العربي
حقق الكثير من الألقاب مع النادي العربي، أفضل البطولات التي لعبها سمير سعيد كانت ببطولة كأس الأمير سنة 1992 حيث تصدى ل6 ركلات ترجيح ضد الجهراء والقادسية في 3 أيام والذي أدى إلى فوز العربي بلقب الكأس والجدير بالذكر أن مرمى سمير سعيد لم يهتز شباكه في مباريات الدوري العام لموسم 1987 حيث لم يسجل في مرمى العربي سوى هدف واحد في أول مباراة التي لم يشارك فيها سمير سعيد كما أن سمير سعيد منذ أن أصبح حارس مرمى العربي لم يخسر أي ديربي ضد القادسية إلا في مباراتين الأولى عام 1992 والثانية 1995 في الدوري العام. أنهى حياته الرياضية مبكرا بسبب الإصابة وخلفه بحارسة مرمى العربي أحمد جاسم.

### منتخب الكويت
آخر مباراة لعبها مع المنتخب كانت في كأس الخليج 1992 حين سجّل في مرماه 4 أهداف وهي أكبر نسبة أهداف تسجل في مرماه وعاد بعدها إلى الكويت مباشرة دون إتمام باقي البطولة مع العلم أنه اختير أفضل لاعب في مباراتان قبلها مع الإمارات وعمان، اعتزل اللعب مع المنتخب وظل منقطعا عن النادي فترة طويلة وعاد إلى الملاعب لفترات متقطعة.
خلال بطولة الخليج العاشرة التي أقيمت بالكويت سنة 1990 حاز فيها سمير على لقب أفضل حارس بالبطولة.

### صراعات اتحاد كرة القدم
تحرك سمير سعيد نحو ترشيح نفسه لرئاسة اتحاد كرة القدم الكويتي الا انه بسبب وجود معسكريين رياضيين وهم اندية المعاير كاظمة الكويت العربي السالمية واندية التكتل القادسية التضامن الشباب الساحل الجهراء النصر خيطان اليرموك الفحيحيل الصليبيخات حال دون اتمام رغبته بالترشح لرئاسة الاتحاد بسبب الولاء السياسي لاعضاء مجالس هذه الاندية .

### اعتزال اللعب
بعد اعتزاله كرة القدم انتقل إلى المجال الإداري في النادي العربي وقد تقلد منصب نائب رئيس النادي جمال الكاظمي. ومنذ كان لاعباً كان سمير سعيد رجل أعمال له مشاريعه الخاصة أهمها عدد من المطاعم.

### الحالة الاجتماعية
متزوج ولديه من الأبناء:
- روان
- ريان
- علي

## الوفاة
توفي في الخامس عشر من أبريل في عام 2012 بعد أن تعرض لحادث دهس غير متعمد بالسيارة. حيث تم نقله إلى المستشفى ووضع بالعناية المركزة بعد أن دخل بغيبوبة كاملة إلى أن فارق الحياة. في يوم تشييعه حضر العديد من الوزراء والنواب في مجلس الأمة الكويتي، وتأجلت جميع المباريات في جميع الرياضات في الكويت. كما أنشأ رئيس نادي القادسية في ذلك الوقت فواز الحساوي جائزة أفضل حارس بالبطولات المحلية تحمل اسمه.

## أماكن سميت باسمه
- قاعة المرحوم سمير سعيد بمسجد شعبان بمنطقة شرق.[5] وقد تبرع بأيام قليلة قبل وفاته بمبلغ مئة ألف دينار كويتي لترميم المسجد لم يصرح بها قط ولكن بعد وفاته أعلن المسؤولون عن أعمال الترميم عن تبرعه وتم إطلاق إسمه على القاعة بعد إتمام البناء وافتتحت في 15 أبريل 2013 وأُقيم مجلس تأبين للفقيد.[6]